# Битва за Южные Карпаты
Би́тва за Ю́жные Карпа́ты (англ. Battle of Southern Carpathians) — одна из операций во время Румынской кампании Первой мировой войны, происходившая в Южных Карпатах с 2 октября по 1 ноября 1916 г. Задуманная немецким генералом Эрихом фон Фалькенхайном, заключалась в захвате австро-германскими войсками всех румынских перевалов в Южных Карпатах и начале масштабного контрнаступления. Однако этого не произошло, поскольку румынскую оборону не удалось прорвать ни в одном из пяти мест, которые пыталась пересечь рассредоточенная армия Фалькенхайна.

## Ход боёв

### Бои за Предялский перевал
12 октября немцы и австро-венгры начали артиллерийский обстрел приграничных высот к югу от Брашова. За обстрелом 14 октября последовали безрезультатные пехотные атаки, так как наступающие оказались под перекрёстным огнём румын. Предпринятая 20 октября попытка обхода к западу от румынских позиций также не принесла успеха. Только 23 октября, после целого дня боев, немцы и австро-венгры захватили железнодорожную станцию города Предял, а через два дня заставили румынские части отойти с южной окраины Предяла к самому перевалу. Местность сильно ограничивала использование австро-германскими войсками артиллерии, а фронтальные атаки не приносили результата.

### Бои на перевале Бран

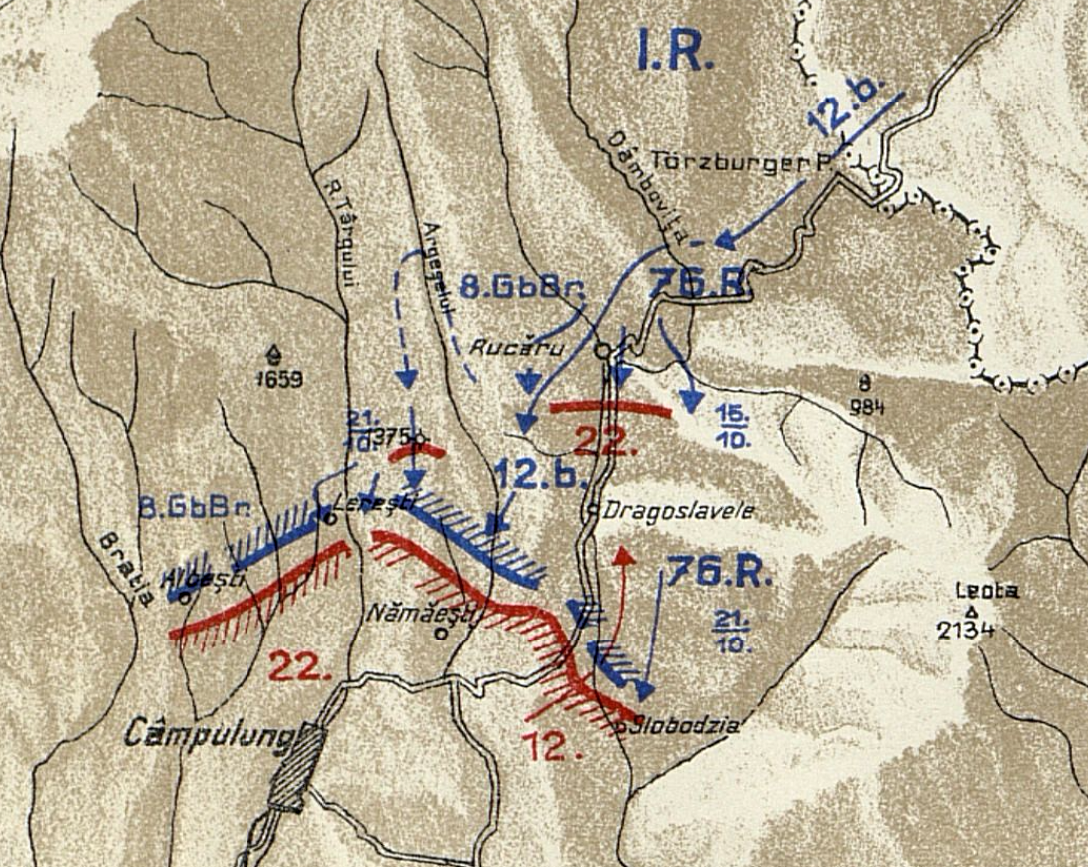
Бои за перевал Бран

Хотя сам перевал Бран (нем. Törzburger Pass, венгр. Törcsvári-szoros) был захвачен 12 октября 1-м резервным корпусом, бои продолжились в окрестностях города Кымпулунг, расположенном южнее, и за окружающие высоты. Попытки прорва, предпринятые 14 и 26 октября были отражены румынскими войсками, которые, в свою очередь, контратаковали 27-го, продолжив наступление на следующий день — 28 октября.

### Бои на перевале Олт
16 октября австро-германские войска продвинулись по долине Олт через перевал Олт. 19 октября в Сэлэтруку они были внезапно контратакованы румынами и остановлены. Последующие бои переросли в серию кровавых атак и контратак, пока истощение не заставило обе стороны прекратить боевые действия.

### Бои в долине Жиу
23 октября наступавшая австро-германская группа генерала Пауля фон Кнойсля захватила горные перевалы, но затем в боях с 27-28 октября румыны остановили продвижение немцев и отбросили их.

### Бои на перевале Ойтуз
14 октября австро-венгерские 71-я пехотная и 1-я кавалерийская дивизии продвинулись через перевал Ойтуз к границе, но затем были остановлены румынской 15-й пехотной дивизией. В последовавших боях ей удалось отбросить австро-венгерские войска обратно за границу. 23 октября румыны перешли в контрнаступление и захватили высоты Рункул Маре над перевалом.

## Результаты
Австро-германские войска нигде не смогли добиться выхода на равнины, и Фалькенхайну потребовались три недели, чтобы возобновить наступление в Карпатах, на этот раз нанеся удар только в долине Жиу. Но ему все равно потребовалась почти целая неделя (с 11 по 17 ноября), чтобы прорвать румынскую оборону в горах.